# Jean-Claude Zehnder
Jean-Claude Zehnder (* 1941 ve Winterthuru) je švýcarský varhaník.
Studoval na Vysoké hudební škole ve Vídni u Antona Heillera a v Amsterdamu u Gustava Leonhardta. Je dómským varhaníkem v Arlesheimu.